# 淡金鄧公站
淡金鄧公站位於新北市淡水區淡金路（台2線）與鄧公路之立體交叉處，是淡海輕軌綠山線的車站。

## 車站構造
- 側式月台兩座

### 月台配置
| 地上 三樓 | 出入口 （鄧公路）  | 連通道、無障礙電梯                                    |
| 地上 二樓 | 側式月台，右側開門 | 側式月台，右側開門                                    |
| 地上 二樓 | 一月台             | ← 淡海輕軌 往崁頂／淡水漁人碼頭方向（V04 淡江大學站） |
| 地上 二樓 | 二月台             | 淡海輕軌 往紅樹林方向（V02 竿蓁林站）→                |
| 地上 二樓 | 側式月台，右側開門 |                                                       |
| 地面      | 出入口 （淡金路）  | 電扶梯、無障礙電梯                                    |

### 車站出口
本站鄰近淡金路與鄧公路立體交叉處，因兩路並非位在同一平面上，故於兩端皆有設置出入口，但是共用一個編號。其中，淡金路端未設置樓梯、電扶梯等設施，僅能經由無障礙電梯進出站。此外，本站亦為淡海輕軌已通車路段中，唯一一個設有多於一個獨立出入口的車站。
| 出入口                | 圖片 | 位置          |
| --------------------- | ---- | ------------- |
| 單一出入口 · 設有電梯 |      | 鄧公路 淡金路 |
| 註： 設有電梯         |      |               |

## 歷史
- 2014年8月動工
- 2018年12月23日啟用[3][4][1] 。

## 利用狀況
| 年   | 年間   | 年間   | 年間     | 年間     | 1日平均 | 1日平均 |
| 年   | 上車   | 下車   | 上下車計 | 來源     | 上車    | 上下車  |
| ---- | ------ | ------ | -------- | -------- | ------- | ------- |
| 2018 | 沒資料 | 沒資料 | 沒資料   | [ 註 1 ] | 沒資料  | 沒資料  |
| 2019 | 36,000 | 36,000 | 72,000   | [ 註 2 ] | 108     | 216     |

## 車站周邊

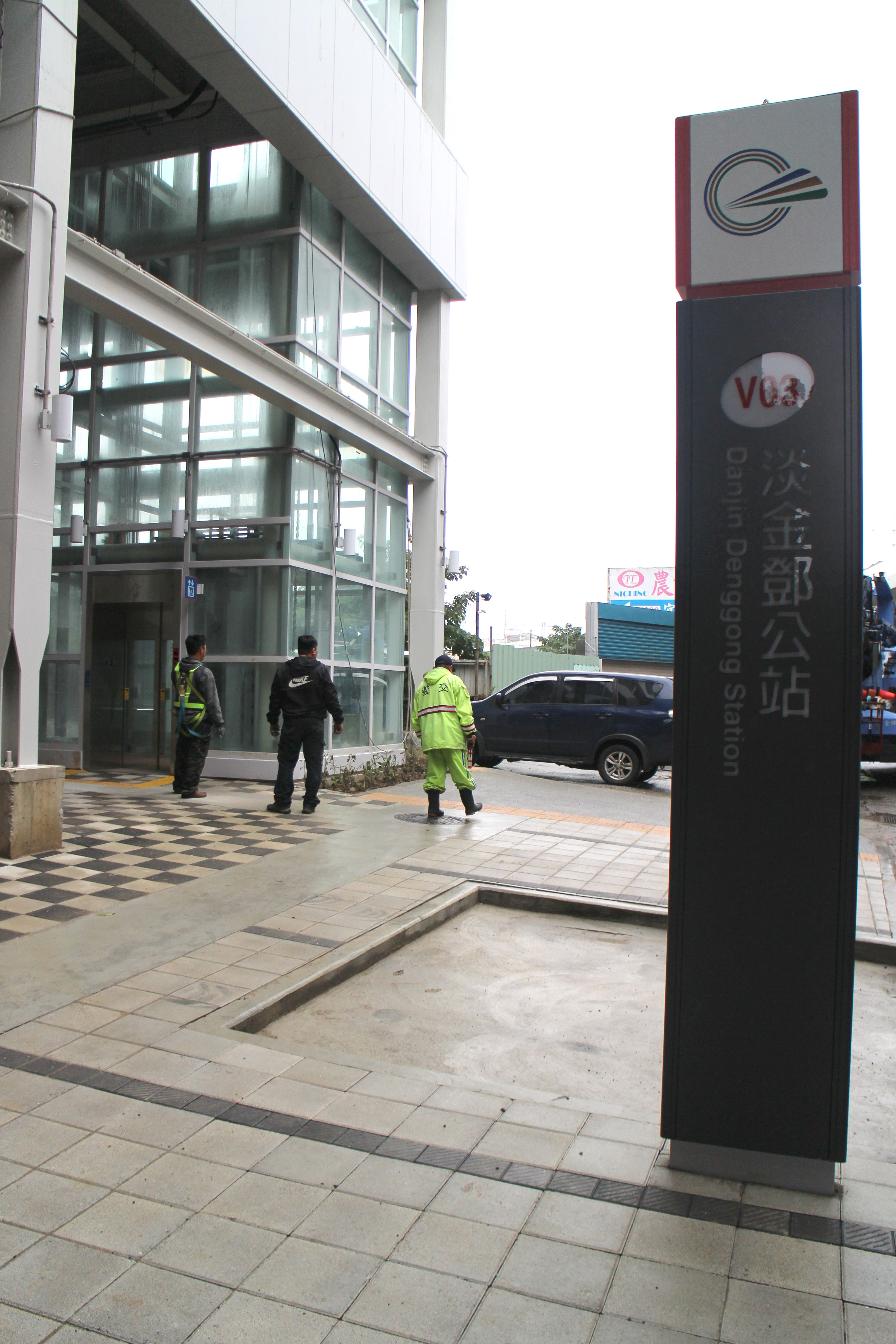
新北捷運淡海輕軌淡金鄧公站直立式站名牌

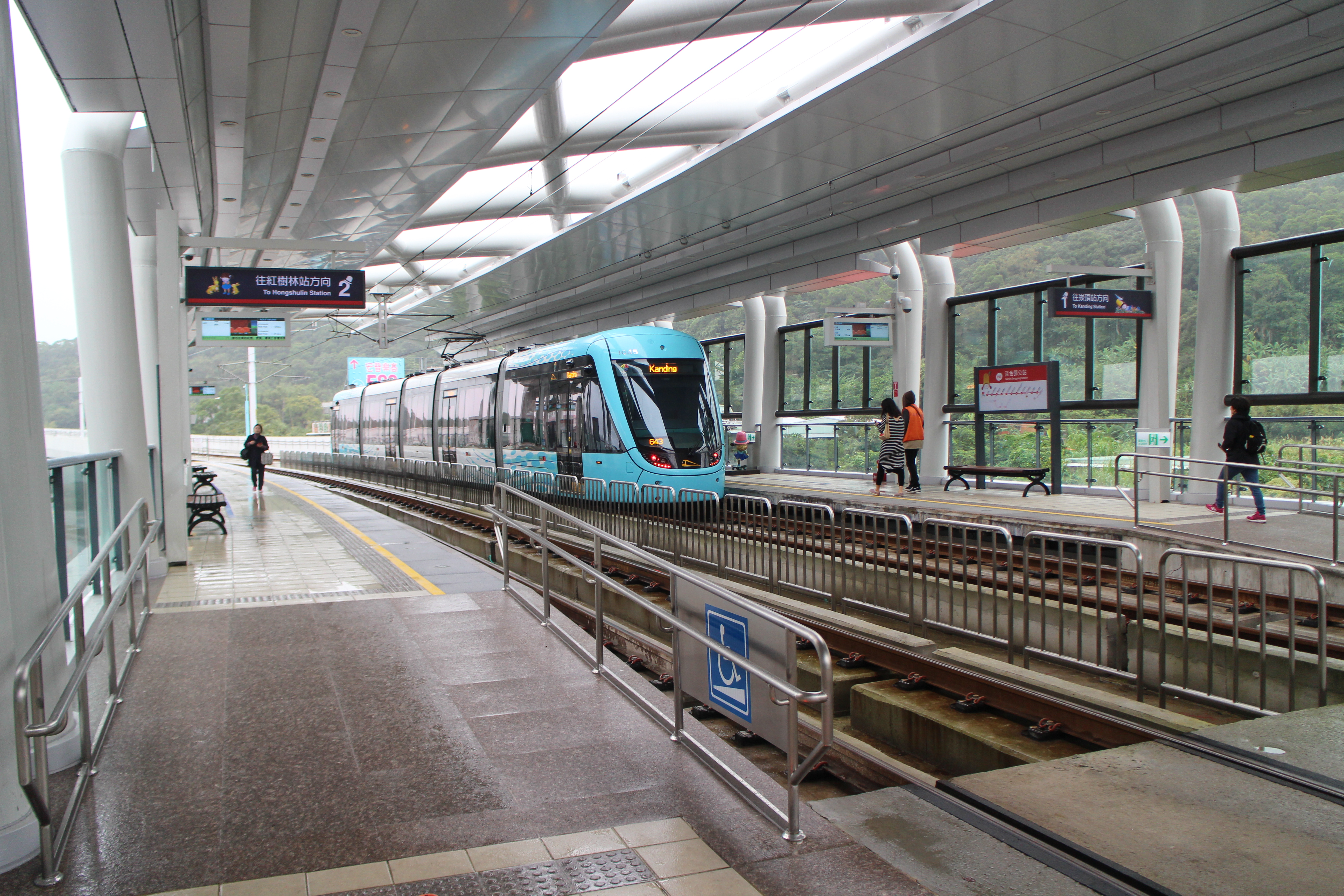
月台

- 滬尾櫻花大道
- 國泰人壽淡水教育訓練中心
- 阿三哥農莊
- 三空泉餐廳
- 新北市公共自行車租賃系統：
  - 輕軌淡金鄧公站

## 公車資訊
站牌名為《輕軌淡金鄧公站》、《圳仔公》
| 編號 | 經營業者 | 區間                   | 備註                   |
| ---- | -------- | ---------------------- | ---------------------- |
| 631  | 淡水客運 | 淡水－北投             | 停靠《輕軌淡金鄧公站》 |
| 868  | 淡水客運 | 新春街－小坪頂         | 停靠《輕軌淡金鄧公站》 |
| F101 | 淡水客運 | 捷運淡水站－捷運淡水站 | 停靠《圳仔公》         |

## 腳註

### 備註
1. ↑  2018年12月24日營運開始，但免費。
2. ↑  108年新北市捷運統計年報（來源：新北捷運公司。2018年12月23日營運開始，2020年2月1日起開始收費，運量從此日開始計334天）[5]

### 來源資料
1. 1 2  .   [2018-12-24]. （原始内容存档于2020-06-07）.
2. ↑  李雅雯. . 自由時報電子報. 2015-09-18  [2015-09-17]. （原始内容存档于2020-06-07） （中文（臺灣））.
3. ↑  黃紫緹，淡海輕軌12/23通車 加速帶動區域發展；明年6月起淡海輕軌將導入全國最多的9大行動支付工具 （页面存档备份，存于），台灣英文新聞，2018-12-18
4. ↑  賴筱桐，卸任前送大禮 朱立倫宣布淡海輕軌23日通車 （页面存档备份，存于），自由時報電子報，2018-12-18
5. ↑   (PDF). 新北市政府捷運工程局: 44–48. 2020-06-04  [2020-06-06]. （原始内容 (PDF)存档于2020-06-07）.

## 外部連結
- 新北大眾捷運股份有限公司 （页面存档备份，存于）
- 新北市政府捷運工程局 （页面存档备份，存于）